# Эне, Александру
Александру Эне (рум. Alexandru Ene 19 сентября 1928, Брэила — 22 мая 2011, Бухарест) — румынский футболист, игрок сборной Румынии.

## Карьера
Он начал играть в футбол в ФК «Олимпия Бухарест» с 1941 по 1947 год, затем перешел в ФК «Металул Бухарест», где дебютировал на взрослом уровне, а с 1951 по 1960 год играл в бухарестском «Динамо». Он зарекомендовал себя как выдающийся бомбардир, сумев в 1955 году выиграть Лигу I, первый титул в истории «Динамо». Он забил 91 гол за «Динамо» в Высшей лиге. 
После ухода на пенсию занимал руководящие посты в футболе, был вице-президентом клуба «Динамо» (1971—1973). В это время, после 1960 года, работал в основном по линии своей профессии экономистом в Министерстве внутренних дел.